# Sophie Milliet
Sophie Milliet (* 2. November 1983 in Marseille) ist eine französische Schachspielerin.

## Leben

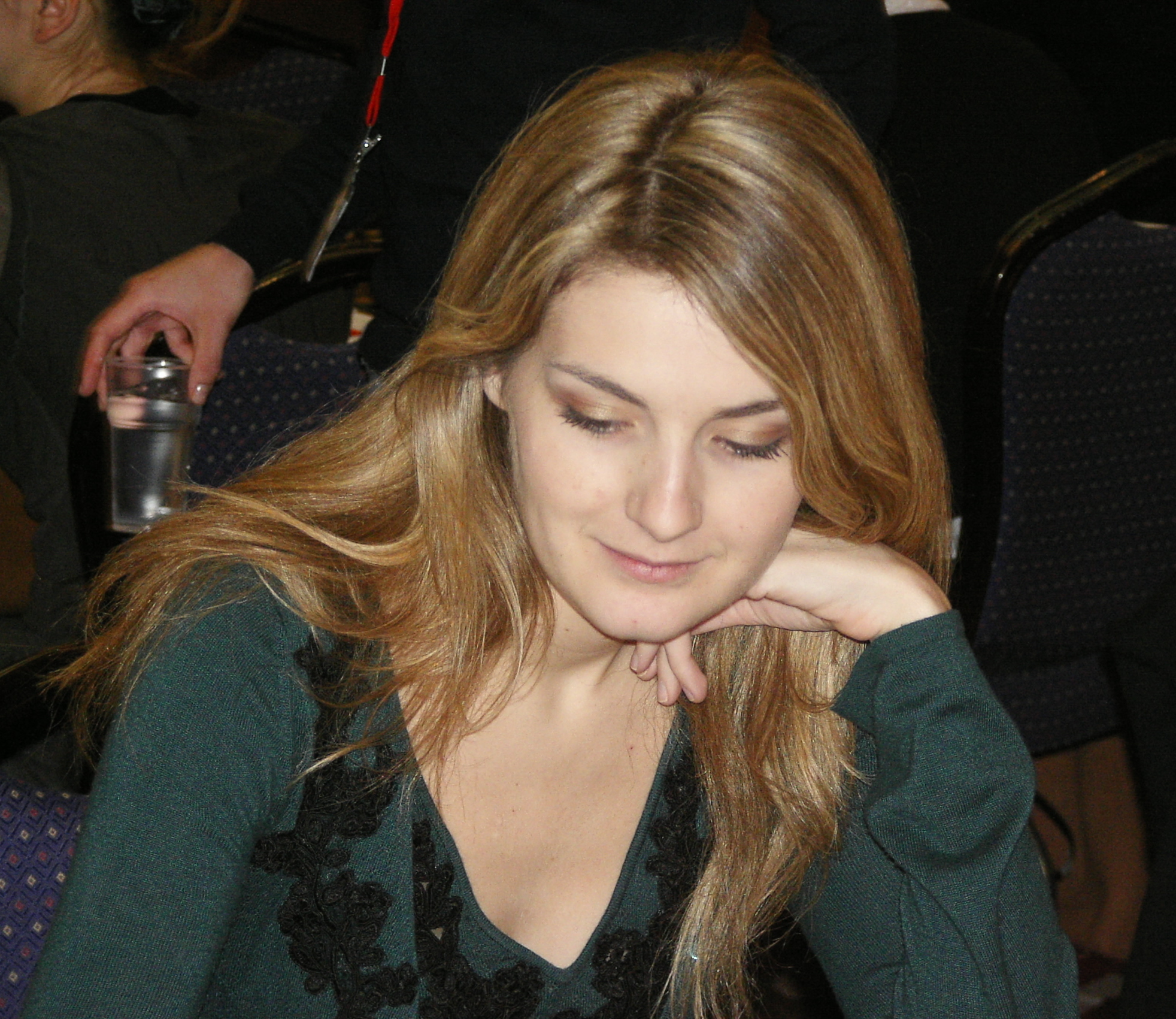
Sophie Milliet, 2007

Sophie Milliet wuchs in Castelnau-le-Lez auf. Das Schachspielen lernte sie im Alter von vier Jahren.

## Erfolge
Sie wurde französische Fraueneinzelmeisterin 2003 in Aix-les-Bains, bei den Meisterschaften 2004 und 2005 (in Chartres) wurde sie Zweite hinter Almira Scripcenco. Bei der Offenen Schweizer Einzelmeisterschaft im Juli 2006 in Lenzerheide wurde sie Dritte. Im August 2007 wurde sie bei der französischen Frauenmeisterschaft punktgleich Zweite hinter Silvia Collas. 2008 in Pau gewann sie zum zweiten Mal den französischen Frauentitel, den sie 2009 in Nîmes erfolgreich verteidigte. Ihre vierte französische Frauenmeisterschaft gewann sie 2011 in Caen, 2016 gewann sie in Agen ihren fünften Frauentitel, den sie 2017, ebenfalls in Agen, erfolgreich verteidigte.
2002 erreichte sie beim Mitropa-Cup der Frauen in Saint-Vincent mit Frankreich den zweiten Platz, beim Mitropa-Cup 2011 in Merlimont spielte sie mit Frankreichs zweiter Mannschaft im offenen Wettbewerb. Mit der Frauennationalmannschaft nahm sie auch an sechs Schacholympiaden teil: 2004 am ersten Reservebrett, 2006 am dritten, 2008 am vierten, 2010, 2012, 2014 jeweils am zweiten Brett, 2016 am ersten sowie 2018 am vierten Brett mit einem Gesamtergebnis von 50,5 Punkten aus 74 Partien (+39 =23 −12). Sophie Milliet nahm 2013 an der Mannschaftsweltmeisterschaft der Frauen sowie von 2003 bis 2017 an acht Mannschaftseuropameisterschaften der Frauen teil und erhielt 2009 in Novi Sad eine Bronzemedaille für ihr Ergebnis von 5 aus 7 am zweiten Brett.
In der Frauenbundesliga spielte sie in der Saison 2003/04 für den SK Chaos Mannheim und in der Saison 2004/05 für die Karlsruher Schachfreunde. Seit der Saison 2014/15 spielt sie für den SK Schwäbisch Hall, mit dem sie 2017 den Titel gewann. In Frankreich spielte sie bis 2002 für Montpellier Echecs, anschließend bis 2005 für den Club de Bischwiller, wechselte zu Clichy Echecs, 2007 zu Montpellier Echecs und 2009 zu Évry Grand Roque. Seit 2019 spielt Milliet für Grasse Echecs. Mit Clichy gewann sie in der Saison 2006/07 sowohl die französische Mannschaftsmeisterschaft als auch die französische Mannschaftsmeisterschaft der Frauen, mit Évry wurde Sophie Milliet 2009 französischer Mannschaftsmeister sowie 2011, 2013, 2016 französischer Mannschaftsmeister der Frauen. In der Schweizer Nationalliga A spielte sie in der Saison 2007 für die SG Biel, in der schweizerischen 1. Bundesliga für Valais. Mit Valais wurde sie in der Saison 2009/10 Mannschaftsmeister. In der britischen 4NCL spielte Sophie Milliet in der Saison 2010/11 für den Meister Pride & Prejudice; in der Saison 2013/14 spielte sie für 3Cs, seit der Saison 2014/15 für die erste und zweite Mannschaft von Guildford A&DC; mit der ersten Mannschaft gewann sie den Wettbewerb 2015, 2016, 2017, 2018 und 2019. Sie hat auch schon in der spanischen (für Escola d'Escacs de Barcelona) und katalanischen Meisterschaft gespielt.
Milliet trug seit 2002 den Titel Internationaler Meister der Frauen (WIM) und ist seit 2004 Großmeister der Frauen (WGM). Die Normen für ihren WGM-Titel erzielte sie im Juli 2003 beim 11. Internationalen Open in Saint-Affrique sowie bei den französischen Fraueneinzelmeisterschaften im August 2003 in Aix-les-Bains und im August 2004 in Val-d’Isère. Seit März 2009 trägt sie auch den Titel Internationaler Meister (IM). Die Normen hierfür erzielte sie bei der französischen Mannschaftsmeisterschaft 2005, bei der Schweizer Einzelmeisterschaft 2006 in Lenzerheide sowie beim 29. Open von Béthune. Im Februar 2015 liegt Milliet hinter Marie Sebag und Almira Scripcenco auf dem dritten Platz der französischen Elo-Rangliste der Frauen. Ihre höchste Position in der Frauen-Weltrangliste der FIDE der 44. Platz im Juli 2007.